# Kepler-55
Kepler-55 – gwiazda w gwiazdozbiorze Lutni, odległa o około 1920 lat świetlnych od Słońca. Gwiazda ma układ planetarny złożony z pięciu planet.

## Charakterystyka
Jest to pomarańczowy karzeł należący do typu widmowego K5. Gwiazda ma temperaturę około 4400 K. Nie jest widoczna gołym okiem, jej obserwowana wielkość gwiazdowa to zaledwie 16,3m. Wokół tej gwiazdy krąży pięć znanych planet, odkrytych metodą obserwacji tranzytu przez Kosmiczny Teleskop Keplera.

## Układ planetarny
Układ planetarny gwiazdy Kepler-55 jest bardzo ciasny, podobnie jak wcześniej odkryte układy gwiazd Kepler-11 i Kepler-32. Obecnie znane są tylko rozmiary planet i okresy ich obiegu. Wszystkie planety mają promienie w granicach 1,5–2,5 promienia Ziemi.
Analizy stabilności układu nakładają ograniczenia na masę tych planet – największe planety Kepler-55b i c mają masy nie większe niż odpowiednio 1,49 i 1,11 MJ.
| Planeta | Masa (MJ) | Promień (R🜨) | Okres orbitalny (d)  | Rok odkrycia |
| d       |           | 1,59         | 2,211099 ± 4×10−6    | 2012         |
| e       |           | 1,55         | 4,617534 ± 2,1×10−5  | 2012         |
| f       |           | 1,59         | 10,198545 ± 4,5×10−5 | 2014         |
| b       | <1,49     | 2,5          | 27,94811 ± 0,00024   | 2014         |
| c       | <1,11     | 2            | 42,151642 ± 5,3×10−5 | 2014         |